# Asterix and the Magic Cauldron
Asterix and the Magic Cauldron (lett. "Asterix e il calderone magico") è un videogioco di avventura dinamica pubblicato nel 1986 per Amstrad CPC, Commodore 64 e ZX Spectrum dalla Melbourne House e basato sul fumetto francese Asterix.
Sul mercato statunitense uscì anche una versione del gioco per Commodore 64 intitolata Ardok the Barbarian, edita da Spinnaker Software, che toglie i riferimenti al fumetto, sostituendo Asterix con un personaggio generico.

## Trama
Il giocatore controlla Asterix nella missione di ritrovare tutti i pezzi del calderone, in modo che il druido Panoramix sia in grado di preparare la pozione magica che rende i galli fortissimi al punto di competere con l'esercito romano. L'ambientazione include il villaggio di Asterix, le foreste circostanti, vari accampamenti romani e Roma stessa.

## Modalità di gioco
Il gioco si svolge lungo una serie di schermate con visuale 2.5D collegate fra loro, tra le quali Asterix può muoversi liberamente, sebbene per accedere ad alcune zone è necessario trovare le rispettive chiavi. In molti degli ambienti Asterix è costantemente seguito da Obelix, che però non ha una parte attiva nel gioco.
Se Asterix si imbatte in cinghiali selvatici o centurioni romani li deve affrontare in un picchiaduro uno contro uno. Ogni volta che c'è uno scontro, viene mostrata una finestra con un ingrandimento dell'area in cui esso si svolge e le barre di energia dei due contendenti.
I cinghiali uccisi vengono aggiunti alla scorta di cibo che Asterix e Obelix consumano con il passare del tempo; si può perdere una vita per la fame, oltre che venendo sconfitti in combattimento.
Si ha a disposizione una fiasca di pozione magica, utilizzabile una sola volta per partita, che rende temporaneamente Asterix invincibile.

## Accoglienza
Il gioco ottenne giudizi medi dalla critica dell'epoca. Sebbene apprezzato esteticamente, non lo è altrettanto dal punto di vista della giocabilità. Inoltre, ogni volta che si cambia schermata il programma impiega diversi secondi per generare la nuova immagine e questi tempi morti vengono segnalati come difetto.
Inoltre nella versione Commodore 64 uno dei pezzi da recuperare è molto difficile da trovare in quanto completamente nascosto dallo scenario, problema che a volte veniva scambiato per un bug che rende incompletabile il gioco.